# Semljicola latus
Semljicola latus là một loài nhện trong họ Linyphiidae.
Loài này thuộc chi Semljicola. Semljicola latus được Herman Theodor Holm miêu tả năm 1939.